# Karl Klingenfuss
Karl Klingenfuss, född 8 januari 1901 i Mannheim, död 30 april 1990 i Buenos Aires, var en tysk diplomat. Under andra världskriget var han bland annat tysk envoyé i Uruguay.

## Biografi
Klingenfuss studerade vid universiteten i Wien, Heidelberg och Freiburg och promoverades 1925 till filosofie doktor. 
År 1929 anställdes Klingenfuss vid Deutsche Ausland-Institut (DAI), som bland annat sysslade med dokumentation av etniska tyskar i utlandet. Tre år senare blev han institutets pressekreterare. Den 1 maj 1933 blev Klingenfuss medlem i Nationalsocialistiska tyska arbetarepartiet (NSDAP) och året därpå knöts han till Auslandsorganisation der NSDAP (NSDAP/AO), NSDAP:s utlandsorganisation, vars uppgift bestod i att förena i utlandet boende tyskar och undervisa dem i NSDAP:s filosofi, ideologi och politik.

### Auswärtiges Amt
I januari 1938 inledde Klingenfuss sin tjänstgöring vid Auswärtiges Amt, det tyska utrikesministeriet. Han började som legationssekreterare på avdelningen för kulturpolitik. Efter ett drygt år sändes han till tyska ambassaden i Buenos Aires och 1940 utsågs han till envoyé i Montevideo. När de tysk-uruguayanska diplomatiska förbindelserna bröts i januari 1942, reste han tillbaka till Tyskland.
Efter sin återkomst från Uruguay verkade han på nytt vid Auswärtiges Amt och dess avdelning D:III, som bland annat handhade frågor beträffande judar. Han färdigställde ett antal skrivelser åt sin överordnade, legationsrådet Franz Rademacher, som var en av upphovsmännen till Madagaskarplanen, vilken innebar att Europas judar skulle deporteras till ön Madagaskar. Den 27 oktober 1942 deltog Klingenfuss i en konferens, som hade sammankallats av Adolf Eichmann och som var en uppföljning till Wannseekonferensen; mötet har fått beteckningen Endlösungskonferenz. Vid detta möte diskuterades bland annat hur man inom ramen för den slutgiltiga lösningen skulle handha blandäktenskap mellan arier och judar samt vilken status Mischlinge skulle ha.
| Deltagare vid Endlösung-konferensen | Deltagare vid Endlösung-konferensen                      |
| Namn                                | Ämbetsverk                                               |
| ----------------------------------- | -------------------------------------------------------- |
| Dr. Gottfried Boley                 | Rikskansliet                                             |
| Hermann Preusch                     | SS-Rasse- und Siedlungshauptamt                          |
| Georg Harders                       | SS-Rasse- und Siedlungshauptamt                          |
| Dr. Edgar Schmid-Burgk              | Propagandaministeriet                                    |
| Massfelder                          | Riksjustitieministeriet                                  |
| Horst Kap                           | Partikansliet                                            |
| Raudies                             | Partikansliet                                            |
| Egon Leuschner                      | NSDAP:s raspolitiska byrå                                |
| Erhard Wetzel                       | Riksministeriet för de ockuperade östområdena            |
| Dr. Karl Klingenfuss                | Auswärtiges Amt                                          |
| Liegener                            | Befullmäktigad för Fyraårsplanen                         |
| Dr. Werner Feldscher                | Riksinrikesministeriet                                   |
| Lothar Weirauch                     | Generalguvernementets regering                           |
| Dr. Günther Stier                   | Reichskommissariat für die Festigung deutschen Volkstums |
| Rudolf Bilfinger                    | Reichssicherheitshauptamt                                |
| Kurt Neifeind                       | Reichssicherheitshauptamt                                |
| Dr. Karl-Heinz Rodenberg            | Reichssicherheitshauptamt                                |
| Adolf Eichmann                      | Reichssicherheitshauptamt                                |
| Rolf Günther                        | Reichssicherheitshauptamt                                |
| Friedrich Suhr                      | Reichssicherheitshauptamt                                |
| Otto Hunsche                        | Reichssicherheitshauptamt                                |

I slutet av november 1942 avfattade Klingenfuss ett brev till Reichssicherheitshauptamt (RSHA), i vilket han gav sitt samtycke till utnämningen av SS-Hauptsturmführer Dieter Wisliceny till rådgivare för deportationen av Bulgariens judar. Klingenfuss begärde av Rademacher upplysningar om de deporterade judarna. Denne förklarade för Klingenfuss att de under kriget tvångsförflyttades till getton, men att de efter kriget skulle återsändas till sina ursprungsorter. På frågan om syftet med Einsatzgruppen svarade Rademacher undvikande och hänvisade till partisankrigföringen. Rademacher förlorade tålamodet med Klingenfuss och bad honom att hänvända sig till Rolf Günther, Eichmanns ställföreträdare vid RSHA. Klingenfuss erbjöds att besöka gettot Theresienstadt, men vägrade då han visste att detta användes som demonstrationsgetto för besökare. Han hade även fått kännedom om vad deportationer verkligen innebar.
I slutet av 1942 vände sig Klingenfuss till Auswärtiges Amts personalchef och bad om förflyttning. Efter att ha varit rådgivare i kulturfrågor sändes han i september 1943 till ambassaden i Paris. Efter ett år återkom han till Auswärtiges Amt och kom att arbeta vid den politiska avdelningen. 

### Efter andra världskriget
Efter Tysklands villkorslösa kapitulation i maj 1945 häktades Klingenfuss. Han förhördes av Robert Kempner i samband med Nürnbergrättegångarna och släpptes 1948. Året därpå flydde han till Argentina via Schweiz. I januari 1950 öppnades en förundersökning mot Klingenfuss, men den lades ned senare samma år. Från 1951 till 1967 var Klingenfuss verkställande direktör för tysk-argentinska handelskammaren. År 1952 väcktes åtal mot Klingenfuss och västtyska myndigheter begärde förgäves honom utlämnad. Landgericht Bamberg lade i december 1960 ned den förberedande utredningen mot Klingenfuss.